# 賽伯樂國際控股
賽伯樂國際控股有限公司，簡稱賽伯樂國際控股，前身為「華耐科技控股有限公司」和「華耐控股有限公司」（英語：Cybernaut International Holdings Company Limited，港交所：1020），於2005年由前主席和行政總裁徐葉君、徐葉新、張蘭銀等人在香港創立「華耐國際有限公司」，再在江蘇省宜興市創立「華耐國際（宜興）高級陶瓷有限公司」。董事會主席為朱敏。根據資料，業務在國內經營生產和銷售長水口、塞棒、中間包及浸入式水口，總部位於江蘇省宜興經濟開發區慶源大道東。
股份在2010年7月7日於港交所主板上市。招股價為0.83港元，全球發售為3.9億股，集資額為3.2億港元。

## 連結
- Sinoref.com.hk （页面存档备份，存于）